# Krzesanica

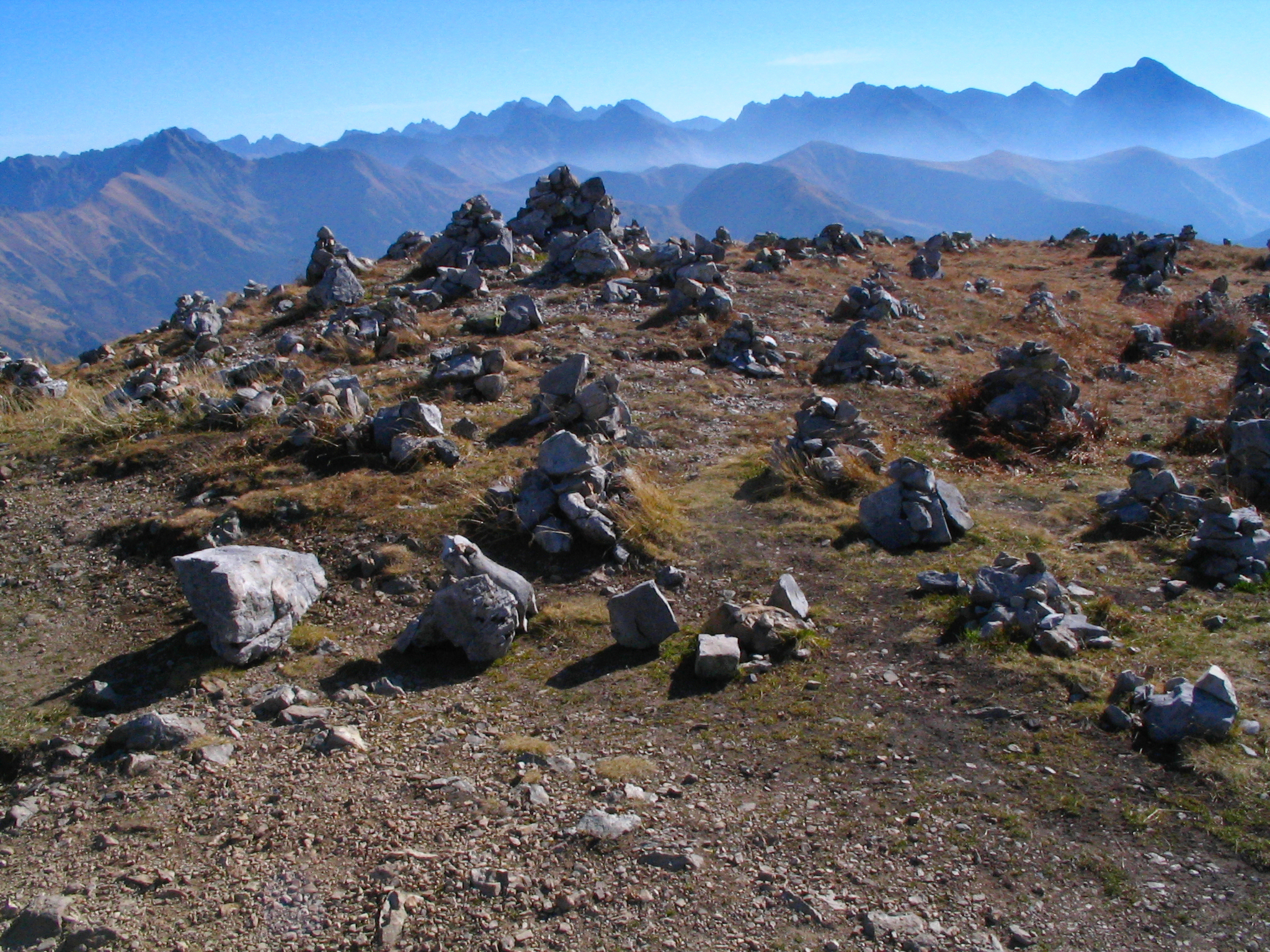
Gipfelbereich

Die Krzesanica (tschechisch/slowakisch Kresanica) ist ein Berg an der polnisch-slowakischen Grenze in der Westtatra mit 2122 Metern Höhe. 

## Lage und Umgebung
Die Staatsgrenze verläuft über den Hauptgrat der Tatra, auf dem sich die Krzesanica befindet. Nördlich des Gipfels liegt das Tal Dolina Kościeliska, konkret sein Hängetal Dolina Pyszniańska.

## Tourismus
Die Krzesanica ist bei Wanderern beliebt. 

### Routen zum Gipfel
Der Wanderweg auf die Krzesanica führt entlang des Hauptkamms der Tatra und der polnisch-slowakischen Grenze.
Als Ausgangspunkt für eine Besteigung aus den Tälern eignen sich die Ornak-Hütte, Kondratowa-Hütte und die Chochołowska-Hütte.

## Belege
- Zofia Radwańska-Paryska, Witold Henryk Paryski, Wielka encyklopedia tatrzańska, Poronin, Wyd. Górskie, 2004, ISBN 83-7104-009-1.
- Tatry Wysokie słowackie i polskie. Mapa turystyczna 1:25.000, Warszawa, 2005/06, Polkart, ISBN 83-87873-26-8.

## Panorama

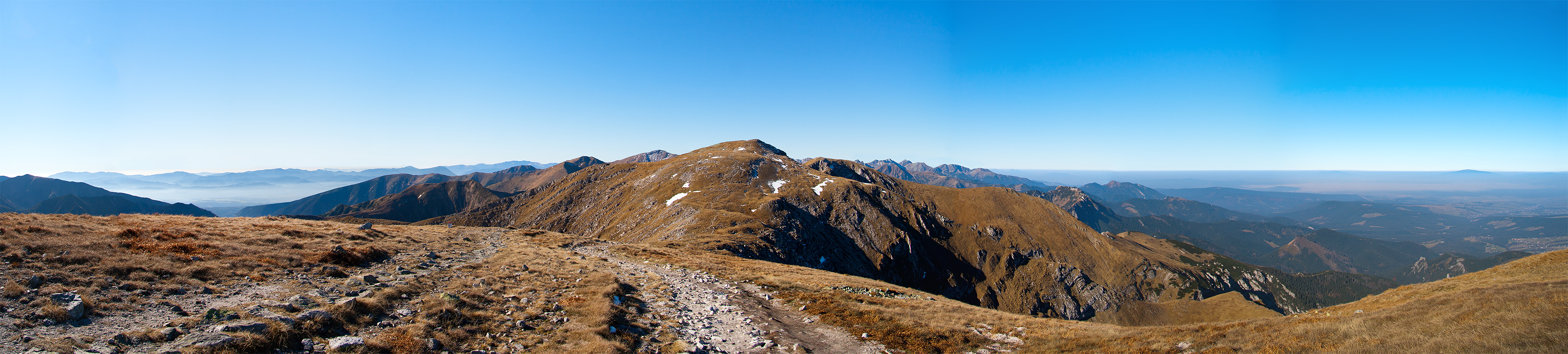
Blick vom Gipfel